# Hotel Ambassador

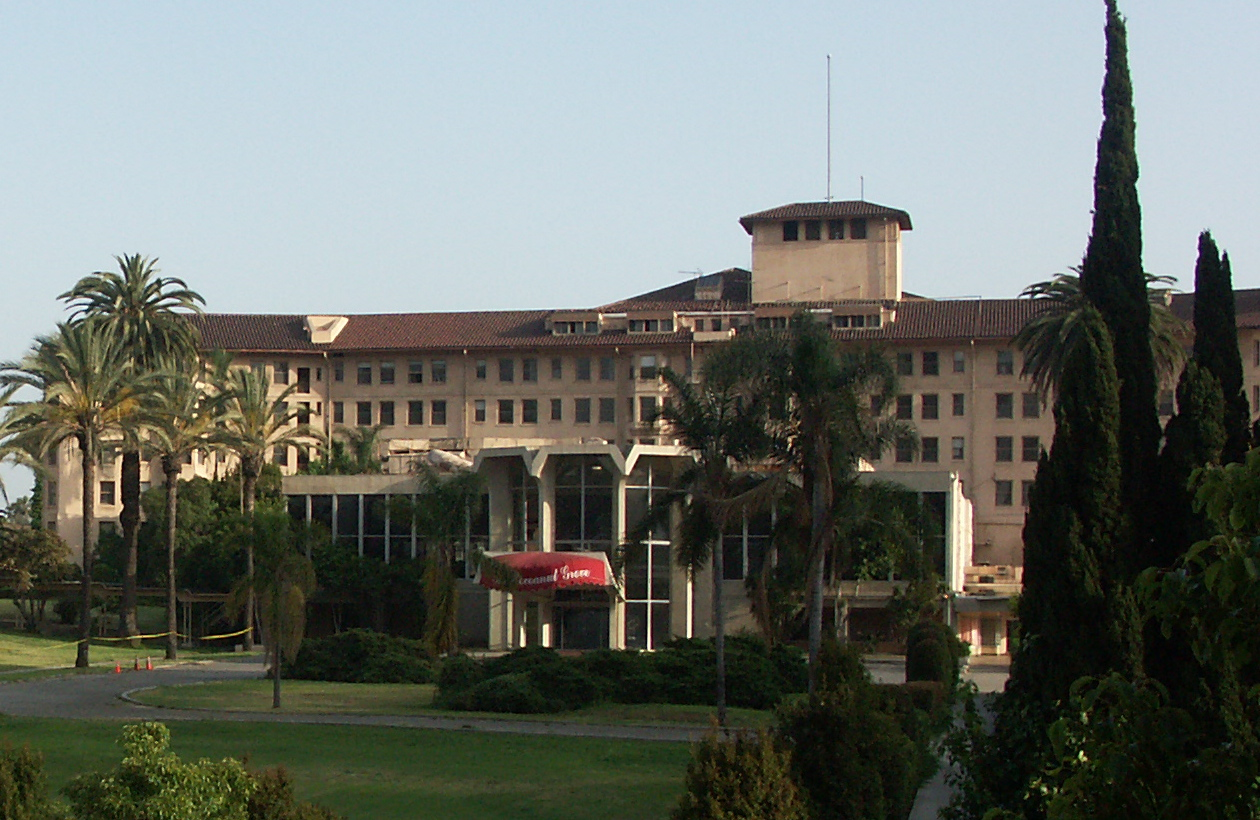
Hotel Ambassador en 2004.

El Hotel Ambassador fue un conocido hotel situado en la ciudad de Los Ángeles en el estado de California (Estados Unidos). También era la sede de uno de los clubes nocturnos más famosos de la ciudad, el Coconut grove.
Fue la sede de la segunda y la duodécima ceremonia de entrega de los Premios Óscar (en inglés: Academy Awards) de cine. También es conocido porque fue la sede electoral de la candidatura del senador Robert F. Kennedy en las elecciones primarias del estado del año 1968 cuando se perpetró su asesinato. El hotel también sirvió de escenario de varias películas de cine, y en 1963 fue la sede de la Copa Piatigorsky de ajedrez. En 2005, se procedió a su demolición.

## Primeros años
El Hotel Ambassador situado en el número 3400 de Wilshire Boulevard, en el centro de la ciudad de Los Ángeles, abrió sus puertas el día de fin de año de 1921. El arquitecto fue Myron Hunt, y durante los primeros años fue frecuentado por numerosas personas famosas, incluidas presidentes de Estados Unidos y jefes de Estado, algunas incluso con la residencia fija en el hotel. El club nocturno que se encontraba adyacente al hotel, el Coconut grove fue la sede de conciertos de músicos y cantantes de renombre como Frank Sinatra, Bing Crosby o Nat King Cole.
Las diversas ceremonias de entrega de los premios Òscar, propiciaron que durante los años 1930 y 1940, fuera un lugar considerado de glamour para las estrellas de Hollywood aunque posteriormente empezaría una etapa de lenta pero progresiva decadencia.

## Asesinato de Robert F. Kennedy y años posteriores
La medianoche del 5 de junio de 1968 en Los Ángeles, en el estado de California el senador Robert F. Kennedy se encontraba con sus seguidores celebrando la victoria en las elecciones primarias del estado de California, realizadas en plena carrera electoral para decidir quién debía ser el candidato demócrata a las elecciones presidenciales del mes de noviembre de ese mismo año. Kennedy fue tiroteado mientras caminaba por la cocina del Hotel Ambassador, donde se encontraba siguiendo los resultados. Las lesiones producidas por el atentado fueron suficientemente graves para provocar su muerte, que ocurrió en el The Good Samaritan Hospital 26 horas más tarde. Sirhan Sirhan, un inmigrante de origen palestino de 24 años, fue declarado culpable del asesinato y condenado a muerte, sentencia que fue posteriormente conmutada por la cadena perpetua. En los años posteriores al asesinato del senador, la zona donde se encontraba el hotel se degradaría rápidamente, convirtiéndose en un lugar propicio para las bandas y narcotraficantes.

## Relación con el mundo del cine
El hotel siempre estuvo muy relacionado con el mundo del cine, dada su proximidad con Hollywood. Aparte de ser la sede de diferentes galas de entrega de los premios Òscar, algunas películas de renombre se rodaron en el hotel, como es el caso de El graduado, Pretty Woman o la película Bobby que narraba el asesinato del senador.

## Demolición
A pesar de diferentes iniciativas para recuperarlo, el hotel cerraría sus puertas a los clientes en 1989, quedando tan sólo para alojamientos privados. En 2004, el hotel cerraría las puertas de forma definitiva. Comenzaría entonces un litigio judicial entre '''Los Angeles Unified School District (LAUSD)''' que quería los terrenos para convertirlos en una escuela, Sirhan Sirhan que reclamaba a través de su abogado la posibilidad de realizar nuevas pruebas que ayudaran a su demanda de libertad condicional y el ''Los Angeles Conservancy and Art Deco Society preservationists'' que abogaban por que la nueva escuela conservara diferentes espacios arquitectónicamente valiosos del hotel. Finalmente, el 16 de enero de 2006, la última parte del hotel fue derribada y comenzaba la construcción de un complejo escolar que recibe el nombre de Robert F. Kennedy Community Schools.